# Tyson Kidd
Theodore James Wilson, meglio conosciuto con il ring name Tyson Kidd (Calgary, 11 luglio 1980), è un ex wrestler canadese sotto contratto con la WWE, dove svolge il ruolo di produttore.
In WWE ha detenuto una volta il World Tag Team Championship (con David Hart Smith) e due volte il WWE Tag Team Championship (una volta con David Hart Smith e un'altra con Cesaro).

## Carriera

### Gli esordi (1995–1998)
Allenatosi fin da bambino nella Dungeon di Stu Hart con sede a Calgary, all'età di 15 anni il suo allenatore e mentore Tokio Joe lo fa esordire nella Stampede Wrestling, mentre l'anno successivo ha l'occasione di combattere in uno House Show a Calgary della World Wrestling Federation.

### Stampede Wrestling (1998–2006)
Successivamente prende parte ad alcuni tour in Giappone, dove lotta anche per la New Japan Pro-Wrestling. Al suo ritorno negli USA, entra a far parte ufficialmente della Stampede Wrestling come Stampede Kid, vincendo i titoli Tag Team e Mid-Heavyweight.

### Deep South Wrestling (2006–2007)
Nel 2006 viene messo sotto contratto dalla WWE e assegnato alle federazioni di sviluppo. Fa il suo esordio nella Deep South Wrestling nel febbraio 2007 insieme alla sua fidanzata Natalya.

### Florida Championship Wrestling (2007–2009)
Dopo che la WWE rescinde il contratto con la DSW Wilson e Natalya vengono spostati nella Florida Championship Wrestling e qui incontrano wrestlers come Harry Smith, Ted DiBiase jr. e Teddy Hart. Tutti questi wrestlers di seconda o terza generazione formano una Stable, la Next Generation Hart Foundation. Nella FCW vince il titolo di FCW Southern Heavyweight Champion battendo Afa Anoa'i jr.. Dopo aver perso il titolo inizia a fare coppia fissa con Harry Smith e i due con Natalya manager riescono a vincere gli FCW Tag Team Titles. Wilson viene poi chiamato nel main roster della WWE.

### World Wrestling Entertainment (2009–2015)

#### Alleanza con David Hart Smith (2009–2010)

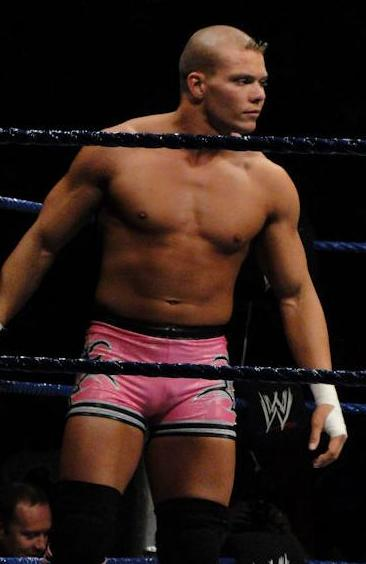
Tyson Kidd nel 2009

TJ Wilson fa il suo esordio nella ECW con il nome di Tyson Kidd venendo accompagnato anche qui da Natalya. Sconfigge nel suo primo match in ECW un Jobber. Inizia poi un feud con Finlay, in cui fa il suo esordio anche David Hart Smith, che aiuta Kidd a vincere il match. I tre riformano quindi il trio della FCW e si fanno chiamare prima The Hart Trilogy e poi The Hart Dynasty. In ECW ottengono subito buone prestazioni vincendo contro wrestlers del calibro di Christian, Jack Swagger e Tommy Dreamer. Nella puntata di Superstars del 16 giugno, Tyson Kidd, DH Smith e Jack Swagger perdono un 3 on 3 tag team match contro Carlito, Primo e Christian.
Vengono poi spostati a SmackDown nel corso di un Trade operato da Donald Trump. Nel loro esordio vengono sconfitti dai Cryme Tyme, con cui avranno un lungo feud. Debuttano in Pay Per View a Bragging Rights nel Team SmackDown capitanato da Chris Jericho che avrà la meglio sul Team Raw capitanato dalla DX. A Wrestlemania XXVI La Hart Dinasty effettua un turn face e aiutano Bret Hart a sconfiggere Vince McMahon. A Extreme Rules la Hart Dynasty vincono un tag team Gauntlet match sconfiggendo The Miz & Big Show, R-Truth & John Morrison e MVP & Mark Henry diventando i primi sfidanti ai titoli di coppia unficiati; il giorno dopo a Raw sconfiggono di nuovo The Miz & Big Show conquistando i titoli di coppia unificati.
Tyson Kidd passa al roster di Raw, insieme a David Hart Smith, il 27 aprile 2010 durante la Supplemental Draft. A WWE Over the limit, la Hart Dynasty affronterà The Miz e Chris Jericho per i titoli di coppia unificati. In PPV la Hart Dynasty conserva le cinture di coppia. A Fatal 4-Way la Hart Dynasty sconfigge Jay Uso, Jimmy Uso e Tamina. Nel PPV seguente Money in the Bank la Hart Dynasty sconfigge ancora gli Usos conservando i titoli di coppia. Nella puntata del 16 agosto vengono presentati i nuovi "WWE Tag Team titles" da Bret Hart, che li consegna alla Hart Dynasty.
La Hart Dinasty perde i titoli di coppia contro Cody Rhodes e Drew McIntyre a Night Of Champions. Nella sfida erano presenti anche Santino Marella e Vladimir Kozlov, Gli Usos e Mark Henry ed Evan Bourne. Nella puntata del 15 settembre, in un match di coppia Tyson Kidd e David Hart Smith perdono contro Heath Slater e Justin Gabriel. La causa della loro sconfitta è stato proprio l'attacco di Tyson Kidd ai danni del suo tag team partner David Hart Smith che di fatto sancisce il divorzio fra i due. La causa della loro sconfitta è stato proprio l'attacco di Tyson Kidd ai danni del suo tag team partner David Hart Smith che di fatto sancisce il divorzio fra i due.

#### Competizione singola (2010–2011)

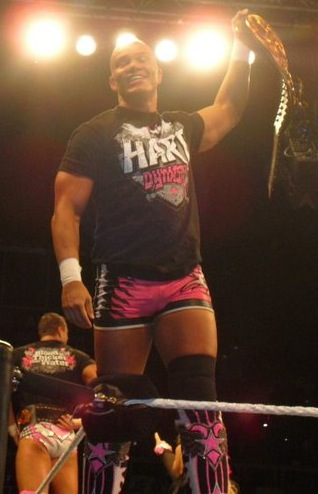
Tyson Kidd nel 2010

Tyson Kidd diventa heel attaccando il suo compagno. Nel suo primo match da singolo, fallisce la qualificazione al King of The Ring contro John Morrison. Nella puntata di WWE Superstars del 2 dicembre perde un match contro il suo ex amico David Hart Smith.
Poco tempo dopo, sempre contro il suo ex alleato, si presenta con uno sconosciuto che lo aiutava a bordo ring e riesce a vincere un match tramite uno schienamento improvviso. Alla fine del match viene attaccato dal suo avversario ma il suo alleato gigante lo salva. Il suo alleato si rivela essere un giovane che prima lottava in FCW e il suo nome è Jackson Andrews. Kidd sconfigge nel rematch David Hart Smith in una puntata di Raw ma poi perde contro Zack Ryder. Nella puntata di Raw del 27 dicembre prima appare nel backstage con Daniel Bryan dicendo di essere interessato allo United States Championship e poi perde un match con Mark Henry. A fine match Mark Henry viene attaccato da Jackson Andrews ma anche lui viene fatto preda della World Strongest Slam. Nella puntata di WWE Superstars del 6 gennaio 2011 Tyson Kidd e Ted DiBiase jr. sconfiggono Daniel Bryan e Mark Henry in un tag team match. Nel rematch della puntata di Raw del 10 gennaio, Kidd e DiBiase perdono contro Henry e Bryan. Negli House Show, Kidd tenta più volte di conquistare il United States Championship, ma viene sconfitto da Bryan. Nella puntata di WWE Superstars del 20 gennaio, Tyson Kidd viene sconfitto da Yoshi Tatsu. Nella puntata di Raw del 24 gennaio, Tyson Kidd partecipa a una battle royal a 4 uomini contro Edge, Jack Swagger e Drew McIntyre. La posta in palio era che se qualunque partecipante avesse eliminato Edge, sarebbe entrato per quarantesimo alla Royal Rumble. Kidd viene però eliminato per primo. Nella puntata di Superstars del 27 gennaio, Tyson Kidd subisce una sconfitta per mano di R-Truth. Partecipa alla Royal Rumble 2011 venendo però eliminato da John Cena. Nella puntata di Raw successiva al PPV, perde un match contro Daniel Bryan. Nella puntata di Superstars del 24 febbraio, Tyson Kidd viene sconfitto da Santino Marella. Il 10 marzo, a Superstars, Tyson Kidd viene sconfitto in un six-person mixed tag team match in squadra con William Regal e Melina dal team composto da Mark Henry, The Great Khali e Natalya. Dopo il match, viene umiliato sia dagli avversari che dai compagni di squadra. La settimana successiva a Raw nel Dark match viene sconfitto da R-Truth. È anche il pro di Lucky Cannon nella 5 stagione di NXT. La settimana successiva ad NXT insieme a Lucky Cannon batte Yoshi Tatsu e Byron Saxton. Combatte anche a Superstars il 24 marzo in coppia con Melina in un mixed tag team match contro Daniel Bryan e Gail Kim, dove però a vincere sono questi ultimi. Sempre a Superstars, il 7 aprile, viene sconfitto da Yoshi Tatsu. Ad NXT, il 19 aprile, sconfigge Yoshi Tatsu & Byron Saxton in un tag team match insieme al suo rookie Lucky Cannon.
Nella supplemental Draft del 2011 Tyson Kidd passa da Raw a SmackDown. Combatte il suo primo match da quando ha fatto ritorno nello show blu a Superstars il 28 aprile, sconfiggendo Trent Baretta. Nella puntata di SmackDown del 6 maggio, Tyson Kidd perde un match contro Sin Cara. A Superstars, il 12 maggio, si presenta con un nuovo manager che si rivela essere nientemeno che Michael Hayes, ex NWA e WWE Hall of Famer. Hayes dice che Kidd ha un grande talento, ma deve solo imparare a tirarlo fuori. Poco dopo, Kidd sconfigge Trent Baretta per la seconda volta. Nella puntata di Superstars del 19 maggio, perde contro Yoshi Tatsu. Dopo il match, Hayes lo schiaffeggia dicendo che non ha tempo da perdere con lui se esce sconfitto così spesso. Nella puntata di NXT del 24 maggio, vince un tag team match insieme al suo rookie Lucky Cannon contro Yoshi Tatsu e Byron Saxton. A Superstars due giorni dopo, si presenta con un nuovo manager, Armando Estrada, ex manager di Umaga nel 2007. Grazie anche all'aiuto del suo nuovo manager, riesce a battere per la terza volta Trent Baretta. Ad NXT il 1º giugno, partecipa ad un tag team turmoil match insieme al suo rookie Lucky Cannon. I due sono la prima squadra ad entrare e, dopo aver eliminato Titus O'Neil e Hornswoggle e Byron Saxton e Yoshi Tatsu, Lucky Cannon viene schienato da Vladimir Kozlov e i due vengono eliminati. Nella puntata di Superstars del 3 giugno, Tyson Kidd si allea con Matt Striker, che diviene il suo manager e sconfigge Baretta per la quarta volta.

#### Varie faide (2011–2012)
Dopo aver vinto la faida con Baretta, Kidd combatte nella puntata del 16 giugno di Superstars dove perde contro Kane. Nella puntata di NXT del 28 giugno, viene sconfitto da Yoshi Tatsu. Nella puntata di Superstars del 30 giugno, Kidd in coppia con Heath Slater e Justin Gabriel, perde contro The Usos e Trent Barreta. Nella puntata di NXT del 5 luglio, Kidd sconfigge Yoshi Tatsu. Tre giorni dopo, a Smackdown, Kidd perde per la seconda volta contro Sin Cara. Nella puntata di NXT del 12 luglio, perde contro Yoshi Tatsu. Il 21 luglio, a Superstars, perde ancora un match contro Justin Gabriel. Nella puntata di NXT del 26 luglio perde nuovamente contro Yoshi Tatsu in un Necklace in a Pole Match. La settimana dopo, Tyson tiene un promo nel quale spiega i motivi per cui ha iniziato questa faida con Yoshi Tatsu: Kidd dice che non può sopportare che ci siano uomini come Tatsu che fanno affidamento solo ai riti con una action figures quando ci sono stati uomini come Davey Boy Smith e Bret Hart che sono arrivati al top della federazione affidandosi alle loro sole forze. La stessa settimana, combatte un match a SmackDown che lo vede però uscire sconfitto per mano di Daniel Bryan. Nella puntata di NXT del 9 agosto, perde contro Justin Gabriel mentre tre giorni dopo a SmackDown, perde contro Sin Cara, interpretato da Hunico. Nella puntata di NXT del 16 agosto sconfigge JTG, sempre nella stessa settimana a Smackdown perde contro Justin Gabriel e partecipa ad una battle royal per decretare lo sfidante di Randy Orton a WWE Night of Champions in un match per il World Heavyweight Championship, arriva fino agli ultimi 5 e poi viene eliminato da Sin Cara. Nella puntata di NXT del 23 agosto viene acclamato dal pubblico della sua città natale per poi affrontare Trent Baretta, dopo un match molto combattuto Kidd si distrae quando sul Titatron compaiono delle scritte in giapponese ciò consente a Baretta di riprendersi e schienare il canadese via roll-up. Nella puntata di Superstars del 1º settembre, perde contro Zack Ryder. Nella puntata di NXT del 6 settembre perde contro Yoshi Tatsu e nella puntata di Smackdown del 9 settembre perde ancora contro Sin Cara. Nella puntata di NXT del 13 settembre perde un Tag Team match insieme a Derrick Bateman contro Titus O'Neil & Percy Watson, onmentre nella puntata di Superstars del 15 settembre continua a perdere contro Ezekiel Jackson. La settimana successiva sempre a Superstars perde contro Ted DiBiase. Nella puntata del 27 settembre di NXT sconfigge Percy Watson. Nella puntata del 6 ottobre di Superstars perde contro Ted DiBiase. Il 14 ottobre, a SmackDown, partecipa alla Battle Royal promossa da Theodore Long e John Laurinaitis nella quale il vincitore avrebbe potuto sfidare un campione a sua scelta in un match titolato, ma viene eliminato. Nella puntata del 26 ottobre di NXT, accompagnato da Curt Hawkins, affronta e sconfigge in un match, Jey Uso, mentre la stessa settimana a Smackdown, perde contro Daniel Bryan, dopo aver avuto una discussione con quest'ultimo se fosse stato meglio Shawn Michaels o Bret Hart. Nell'edizione del 1º novembre di NXT, fa coppia con Johnny Curtis perdendo contro gli Usos, sempre la stessa settimana, a Superstars, perde contro il suo rivale Yoshi Tatsu, mentre a Smackdown affronta Ted DiBiase venendo però sconfitto ancora. Il 9 novembre a NXT, sconfigge Trent Baretta sottomettendolo, e il 17 novembre, a Superstars, sconfigge nuovamente Trent Baretta, usando una Brainbuster DDT per vincere il match, mentre la settimana successiva, nel main event di Superstars, perde contro, Ezekiel Jackson. Nella speciale puntata di Smackdown del 29 novembre, affronta in un match, Kofi Kingston perdendo e poi, la stessa sera, partecipa ad una battle royal, riesce ad eliminare proprio Kofi Kingston, il suo rivale Yoshi Tatsu e Ted DiBiase, ma viene eliminato da Hornswoggle, mentre il giorno dopo ad NXT, vince un tag team match insieme a Johnny Curtis contro Yoshi Tatsu e Trent Baretta. Nella puntata dell'8 dicembre di Superstars, perde un match contro, Justin Gabriel. Nella puntata di NXT, del 21 dicembre, affronta, Percy Watson, sconfiggendolo. Nella puntata di Raw del 26 dicembre, affronta insieme a Natalya, Zack Ryder e Eve Torres, perdendo però il match, Il 28 dicembre a NXT, sconfigge nuovamente, Percy Watson, Mentre il Giorno dopo a Superstars, Affronta ancora una volta il suo rivale Yoshi Tatsu, perdendo il match. Inizia il 2012, perdendo ancora a Superstars, contro, Yoshi Tatsu. Nella puntata del 10 gennaio, di NXT, combatte in coppia con JTG, perdendo però contro, gli Usos. La stessa settimana, perde a Smackdown, contro Brodus Clay.

#### Alleanza con Justin Gabriel (2012–2014)

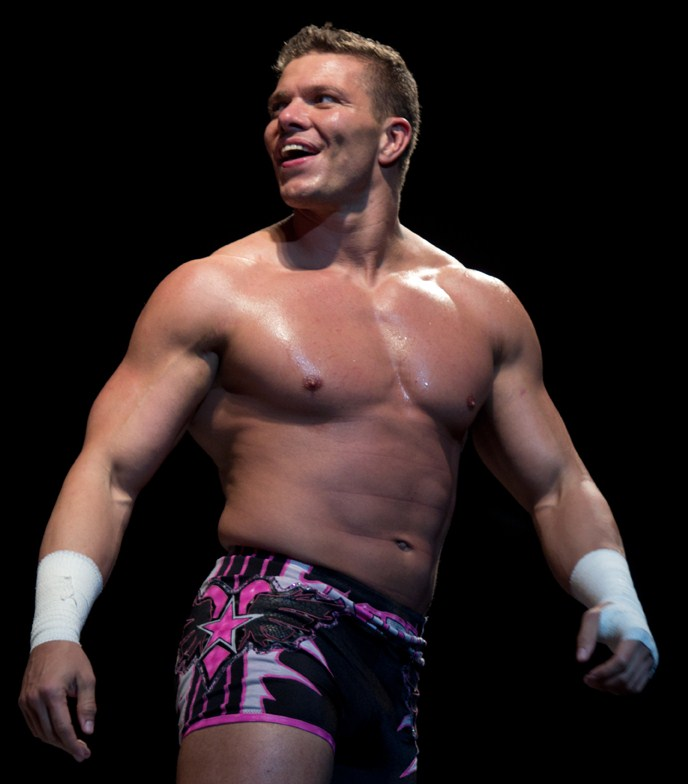
Tyson Kidd nel 2012

Nella puntata di Superstars, del 26 gennaio, si presenta da Face e affronta Jinder Mahal, perdendo però il match, ma mostrando buone doti. Nella puntata di NXT, del 1º febbraio, affronta Trent Baretta, sconfiggendolo, settimana successiva, sempre a NXT, vince ancora contro, Trent Baretta. Poco dopo, nel backstage, Kidd dice Baretta che a seguito dei loro match, ha iniziato a nutrire rispetto verso l'ex Dudebusters e gli propone di formare un tag team. Nella puntata di NXT del 15 febbraio, affronta Curt Hawkins, riuscendo a batterlo dopo una buona prestazione. Nella puntata di Smackdown del 17 febbraio, partecipa alla Battle Royal per decretare il sostituto di, Randy Orton a Elimination Chamber, ma viene eliminato da Drew McIntyre. Il 22 febbraio a NXT, affronta Tyler Reks, sottomettendolo alla sua sharpshoter. Poco dopo nel backstage Michael McGillicutty arriva e dice che è venuto fin qui per non essere nemmeno messo in un match. settimana scorsa ha perso contro Percy Watson e vuole il suo rematch. Tyson dice all'ex Nexus di stare calmo, perché nessuno ha un record perfetto. Michael dice a Tyson che loro si conoscono da quando sono bambini, e lui non gli piaceva allora come non gli piace ora, perché ha sempre cercato di essere uno come lui, Ted DiBiase o gli Usos. Ma non è così, perché la WWE è nel loro sangue, e non sarà mai così per lui. I due si sfidano in un match per settimana prossima. Nella puntata di NXT del 28 febbraio, affronta Michael McGillicutty, però questa volta Kidd non riesce a vincere il match. Nella puntata di NXT del 13 marzo, Kidd ottiene il rematch dopo una rissa con lo stesso McGillicutty. Nella puntata di NXT del 21 marzo, sconfigge McGillicutty, nel rematch: dopo un bellissimo match, è Kidd a prevalere con un roll-up. A fine match, McGillicutty prende il microfono e dice a Tyson che fra loro non è ancora finita e che lo colpirà presto dove più fa male, al suo Hart, usando anche un gioco di parole sul cognome della famiglia del canadese. Il 29 marzo a Superstars, affronta Justin Gabriel, venendo però sconfitto. Dopo il match Kidd alza la mano di Gabriel in segno di rispetto. È stato annunciato che a WrestleMania XXVIII farà un Triple Threat match in coppia con Justin Gabriel contro Primo ed Epico e The Usos valido per il titolo di Tag Team Champions. Al Grandaddy of them All, però, Primo ed Epico mantengono le cinture e il suo compagno rimane infortunato per una manovra sbagliata. Nella puntata di NXT del 4 marzo, viene annunciato il terzo match fra Michael e Tyson che si terrà la settimana prossima, Il giorno dopo a Superstars, combatte contro Hunico, ma non riesce a sconfiggerlo. Nella puntata di SmackDown Blast from the Past del 10 aprile fa coppia con Heath Slater e vengono accompagnati dallo storico manager Jimmy Hart però vengono sconfitti, dagli Usos. Il giorno dopo, ad NXT, ha luogo la bella fra lui e McGillicutty: Kidd riesce a vincere un match splendido, pieno di colpi di scena e nel quale è stato anche fatto prigioniero nella Sharpshooter, sua manovra vincente.
Il 25 aprile ad NXT, nel main event doveva fare coppia con Percy Watson per affrontare, Johnny Curtis e il suo rivale Michael McGillicutty, ma quest'ultimo attacca Watson nel backstage infortunandolo. Tuttavia Kidd viene messo contro Curtis e dopo un match molto combattutto riesce a vincere per sottomissione, La stessa settimana a Smackdown, perde però contro il debuttante, Antonio Cesaro. Tuttavia il 2 maggio ad NXT, sconfigge in coppia con Alex Riley, JTG e Johnny Curtis. La settimana dopo, sempre ad NXT, vince un altro tag team match, stavolta in coppia con Percy Watson, sconfiggendo il suo rivale McGillicMichautty e Johnny Curtis, Il giorno dopo a Superstars, combatte in singolo contro Hunico, ma non riesce a vincere il match. Nella puntata del 16 maggio di NXT, è nel main event in un Triple Treat Match contro il suo rivale Michael McGillicutty e Derrick Bateman. Dopo un match molto combattuto Kidd riesce a vincere sottomettendo Bateman con la sua Dungeon Lock ma il giorno dopo, a Superstars, viene sconfitto facilmente da Lord Tensai. Ad Over the Limit, partecipa ad una Battle Royal a 20 uomini, nella quale il vincitore avrebbe scelto un campione secondario da sfidare con la cintura in palio, Kidd fa buona figura rimanendo sul ring quando erano rimasti solo in quattro, ma tuttavia viene eliminato da David Otunga e The Miz. Il 24 maggio a Superstars, perde di nuovo contro Antonio Cesaro fornendo però una grandissima prestazione. Nella puntata di Smackdown del 1º giugno, perde contro Cody Rhodes. Il 6 giugno a NXT, combatte nel main event insieme al suo compagno di tag, Justin Gabriel sconfiggendo il team composto da, Heath Slater e Johnny Curtis, la stessa settimana a Smackdown, attacca Damien Sandow ma poco dopo viene colpito alle spalle e messo K.O. Successivamente è stato annunciato che nella prossima puntata di Smackdown, Kidd affronterà Damien Sandow. Nel match a SmackDown però Kidd, viene sconfitto in poco tempo da Sandow. A No Way Out, Gabriel & Kidd non riescono a diventare primi sfidanti ai titoli di coppia, poiché perdono il Fatal 4-Way Tag Team Match in favore dei Prime Time Players.
Il 20 giugno, nel corso della prima puntata della sesta stagione di NXT, affronta ancora una volta nel main event Michael McGillicutty, sconfiggendolo dopo un match combattutissimo e il giorno dopo A No Way Out, Gabriel & Kidd non riescono a diventare primi sfidanti ai titoli di coppia, poiché perdono il Fatal 4-Way Tag Team Match in favore dei Prime Time Players. Nella puntata di Smackdown del 29 giugno sconfigge a sorpresa, Jack Swagger e si qualifica per il Smackdown Money In The Bank Ladder Match. Nella puntata di Raw del 2 luglio sconfigge velocemente con un Roll-Up Tensai. Più tardi, nel proprio spogliatoio, viene attaccato da Tensai e messo al tappeto. Tuttavia il 4 luglio a NXT nel main event fa coppia con Seth Rollins e Bo Dallas ma i tre perdono contro Michael McGillicutty, Camacho e Hunico. Il 9 luglio a Raw, fa coppia con Christian, ma perdono contro Tensai e Dolph Ziggler. A fine match Kidd viene attaccato da Tensai, La stessa settimana a NXT affronta in singolo, Camacho dopo un match molto combattuto, perde a causa dell'interferenza del suo rivale Michael McGillicutty. A Money in the Bank non riesce a conquistare l'ambiziosa valigetta, la quale è stata vinta da Dolph Ziggler. Il 26 luglio a Superstars, vince in coppia con il compagno Justin Gabriel contro Curt Hawkins e Tyler Reks. Nella puntata di Raw del 30 luglio, affronta Tensai, inizialmente Kidd perde il match, ma poi per l'eccessiva violenza di Tensai, l'arbitro dà la vittoria a Kidd, che batte dunque per la seconda volta Tensai. La stessa settimana a Superstars, sconfigge Heath Slater. Il 9 agosto, Sempre a Superstars insieme a Gabriel, sconfigge ancora Hawkins e Reks. Nella puntata di NXT del 22 agosto, Kidd e Gabriel sconfiggono Michael McGillicutty e Johnny Curtis.Nella puntata di SmackDown! del 24\8, interviene nel backstage col compagno Gabriel interrompendo i Tag Team Champions Kofi Kingston e R-Truth durante un'intervista insieme Primo ed Epico, i Prime Time Players e gli Usos.Gli atleti cominciano quindi una discussione che si tramuterà in una rissa tra tag team, sedata poco dopo dallo staff. Successivamente viene reso noto sul sito WWE che il team formato da lui e Tyson Kidd si chiamerà International Airstrike.
Nella puntata di Smackdown! del 31 agosto gli International Airstrike (Tyson Kidd e Justin Gabriel) vengono sconfitti dai Prime Time Players (Titus O'Neil e Darren Young). Il 10 settembre a Raw, combatte contro Alberto Del Rio, tuttavia Kidd perde il match, ma riesce a mettere in difficoltà Del Rio con la sua Sharpshooter. La stessa settimana ad NXT, nel main event affronta Michael McGillicutty in un match che decretava il primo sfidante all'NXT Championship, venendo però sconfitto dopo un match molto combattuto. A SmackDown, interviene nel discorso di Antonio Cesaro e, insieme a Brodus Clay, annuncia la sua partecipazione alla Battle Royal del Pre-Show che nominerà il primo sfidante allo United States Championship. A Night of Champions, Kidd prende parte alla Battle Royal del Pre-Show valida per lo status di primo sfidante allo United States Championship, ma viene eliminato dal suo rivale Tensai. Il 20 settembre a Superstars, Kidd perde contro David Otunga. Quattro giorni dopo, ha un match a Raw contro Wade Barrett, che si chiude con la vittoria di quest'ultimo. Il 3 ottobre, nella prima puntata di WWE Main Event, Gli International Airstrike affrontano, Santino Marella e Zack Ryder nel torneo per decretare i primi sfidanti ai Tag Team Champions, tuttavia perdono il match, Mentre ad NXT, perdono nel main event contro gli Ascension. Sempre la stessa settimana a Superstars, Kidd combatte in singolo perdendo di nuovo contro Wade Barrett. Nella puntata di Raw dell 8 ottobre, Kidd perde un altro match, stavolta contro Antonio Cesaro. Perde anche ha WWE Superstars dell'11 ottobre contro Wade Barrett formando una grandissima prestazione pur perdendo il match dimostrando anche di sapere tenere testa ad avversari più forti. A Smackdown! il 19 ottobre perde in coppia con Justin Gabriel contro i Rhodes Scholars Cody Rhodes e Aron Stevens. La settimana successiva ad NXT, interrompe l'U.S. champion Antonio Cesaro, dice di volerlo sfidare per la cintura e lo attacca. Il campione però riesce a darsi alla fuga. Due giorni dopo perde a Superstars contro Jinder Mahal. A Main Event, la settimana seguente, esce sconfitto da un match contro Wade Barrett. Il 31 ottobre, ad NXT, ha l'opportunità di conquistare lo United States Championship in un match contro Antonio Cesaro, ma viene sconfitto. Il 12 novembre a Raw, Kidd torna alla vittoria, sconfiggendo insieme a Justin Gabriel, Rey Mysterio e Sin Cara, I Prime Time Players e Primo e Epico. Nella puntata di WWE Saturnay Morning Slam del 17 novembre e ancora vittorioso insieme a Justin Gabriel battendo i Prime Time Players. A Survivor Series, Kidd viene inserito nel team Brodus Clay insieme a Gabriel, Rey Mysterio e Sin Cara, che riesce a sconfiggere il team Tensai. Successivamente ad NXT, vince contro Leo Kruger. La settimana dopo, combatte a Main event, insieme al compagno Justin Gabriel, perdendo un handicap match contro i 3MB, mentre il giorno dopo a Superstars, perdono un tag team match contro, Jinder Mahal e Drew McIntyre (3MB). Stessa settimana a Smackdown, vincono insieme a The Great Khali e hornswoggle, sconfiggendo i Prime Time Players e Primo ed Epico, ed proprio kidd che ha lo schienamento vincente su Darren Young. Il 24 dicembre a Raw, vince insieme a Gabriel, Gli Usos, Brodus Clay e Santino Marella, Battendo Tensai, i 3MB e Titus O'Neil e Darreng Young. Il 26 dicembre a Main event, Kidd partecipa ad una battle royal per decretare il primo sfidante allo United States Championship di Antonio Cesaro, ma viene eliminato da Drew McIntyre, tuttavia più tardi sempre a Main Event, Kidd e Gabriel affrontano i 3MB (Drew McIntyre e Jinder Mahal), sconfiggendoli dopo un match molto combattuto. Tuttavia il 2013 non inizia bene per Kidd e Gabriel, che ad NXT perdono contro, Leo Kruger e Kassius Ohno. La Settimana Successiva ad NXT, Kidd e Gabriel sono nel Main Event contro Damien Sandow e Antonio Cesaro, riuscendo a sconfiggerli.
In un house show del 10 gennaio 2013 Tyson Kidd si è infortunato e starà fuori per 12 mesi circa.
Fortunatamente viene reso noto che i tempi di recupero sono stati accorciati di 6 mesi. Riappare il 20 febbraio ad NXT, per parlare del suo infortunio ma viene interrotto da Leo Kruger, che dice a Kidd di abbandonare il ring, però in suo aiuto arriva il suo amico Justin Gabriel che allontana Kruger.
Ritorna nella puntata di Raw del 4 novembre, affrontando in coppia con Natalya, Fandango e Summer Rae, Vincendo il match. Settimana successiva sempre a Raw, perde in singolo contro lo stesso Fandango. Stessa settimana a Main event, perde contro il suo ex tag team partner, Justin Gabriel. Ad NXT, Kidd sconfigge Leo Kruger. Nella puntata di WWE Superstars del 21 novembre perde ancora contro Fandango. Nella puntata del 18 dicembre di NXT, sconfigge insieme ad Sami Zayn, Leo Kruger e Antonio Cesaro. Il 2014, lo inizia combattendo a Superstars, perdendo contro Jack Swagger. L'8 gennaio ad NXT sconfigge, Baron Corbin. Mentre in quella del 5 febbraio sconfigge, Aiden English. A Wrestlemania, partecipa alla Battle Royal in memoria di Andrè The Giant, ma dopo una buona resistenza sul ring viene eliminato da, Alberto Del Rio. Ritorna nella puntata di NXT del 17 aprile, Sconfiggendo, Mason Ryan. Nella puntata successiva di NXT (1º maggio) riesce a prevalere anche su Bo Dallas. Sette giorni dopo il COO Triple H annuncia una battle royal per decretare lo sfidante di Adrian Neville per il titolo di NXT, visto l'avvento della puntata live Takeover. Kidd partecipa alla sfida e rimane, assieme a Sami Zayn e Tyler Breeze, tra gli ultimi tre lottatori sul ring. Tuttavia i tre contendenti si eliminano contemporaneamente e Triple H organizza un Triple Treath Match per decretare il definitivo sfidante al titolo. La sfida si svolge nella puntata successiva dove a vincere la shot è proprio il wrestler canadese. A NXT Takeover perde contro Adrian Neville, che resta NXT Champion. IL 12 giugno ha il rematch per il titolo NXT, ma anche questa volta viene sconfitto. Mentre la settimana successiva sempre ad NXT, affronta insieme a Sami Zayn, gli Ascension per i NXT Tag Team Champion, ma vengono sconfitti. Dopo il Match Kidd diventa Heel, e nella puntata del 3 luglio attacca Sami Zayn. Intanto a WWE superstars, Kidd, affronta Curtis Axel, venendo sconfitto. La settimana dopo ad NXT, Kidd si riallea con Justin Gabriel, e sconfiggono Sami Zayn e Adrian Neville. Ma il 17 luglio perde contro il suo rivale, Zayn. Il 31 luglio ad NXT, perde contro, Adam Rose. Settimana Successiva, Kidd & Gabriel, partecipano al torneo di primi sfidanti per gli NXT Tag Team Champion, ma perdono contro, Sami Zayn e Adam Rose. Nella puntata del 14 agosto sempre di NXT, perdono contro Sami Zayn e Adrian Neville. Il 21 agosto, in singolo batte per count out, Tyler Breeze. La settimana dopo combatte insieme allo stesso Breeze e sconfigge Sami Zayn e Adrian Neville. Continua a vincere anche nella puntata del 4 settembre battendo Adam Rose. Ad NXT Takeover 2, compete in un Fatal Four way per L'NXT Championship, contro Adrian Neville, Sami Zayn e Tyler Breeze, ma il campione mantiene il titolo.
Nella puntata di Raw dell'8 settembre ha partecipato a un tag team match insieme a Tyler Breeze contro Adrian Neville e Sami Zayn, poi vinto da questi ultimi. Nella puntata del 18 settembre di NXT, insieme a Titus O'Neil, sconfigge i rivali Adrian Neville e Sami Zayn. Durante la puntata di Main Event del 1º ottobre, ottiene una vittoria ai danni di Kofi Kingston. Un giorno dopo ad NXT, prova ancora a Conquistare il NXT Champion, contro Adrian Neville, ma perde ancora una volta. Il 6 ottobre, combatte a Raw, perdendo contro, Jack Swagger. Ma il giorno dopo a Main Event, sconfigge proprio Swagger. La settimana successiva, sempre a Main Event, perde contro R-Truth. Nella puntata di NXT del 16 ottobre, perde contro il rivale Sami Zayn. Il 22 ottobre a Main Event, sconfigge R-Truth nel Rematch. Il giorno dopo a Superstars, sconfigge anche Kofi Kingston. Nella puntata del 30 ottobre di Superstars, vince ancora battendo Sin Cara. A Raw il 3 novembre, riesce a battere Sheamus, per count out. Mentre il giorno dopo a Main Event, sconfigge Sami Zayn. Nella puntata di NXT del 6 novembre, batte Dash Wilder. Nella puntata del 10 novembre di Raw, batte anche Adam Rose. Il Giorno dopo a Main Event, Sconfigge ancora, Sami Zayn. Il 12 novembre ad NXT, sconfigge CJ Parker. Stessa Settimana a Smackdown, compete in un match a 3 per il titolo Intercontinentale, contro Dolph Ziggler e Cesaro, nel match Kidd elimina Cesaro, tuttavia viene eliminato da Ziggler perdendo il Match. Mentre la settimana successiva a Raw sconfigge ancora, Adam Rose. Il giorno dopo a Main Event affronta insieme a Natalya, Adam Rose e The Bunny, vincendo ancora. Mentre la stessa settimana ad NXT, a un match contro, Finn Balor, che però finisce in No Contest. Nella puntata del 24 novembre di Raw, Affronta ancora insieme a Natalya, Adam Rose e The Bunny, sconfiggendoli. Mentre a Smackdown combatte in una battle royal per conquistare lo United States Championship, anche qui fa una buona figura rimanendo fin gli ultimi 4 atleti sul ring, tuttavia viene eliminato da Jack Swagger.

#### Alleanza con Cesaro e ritiro (2014–2015)

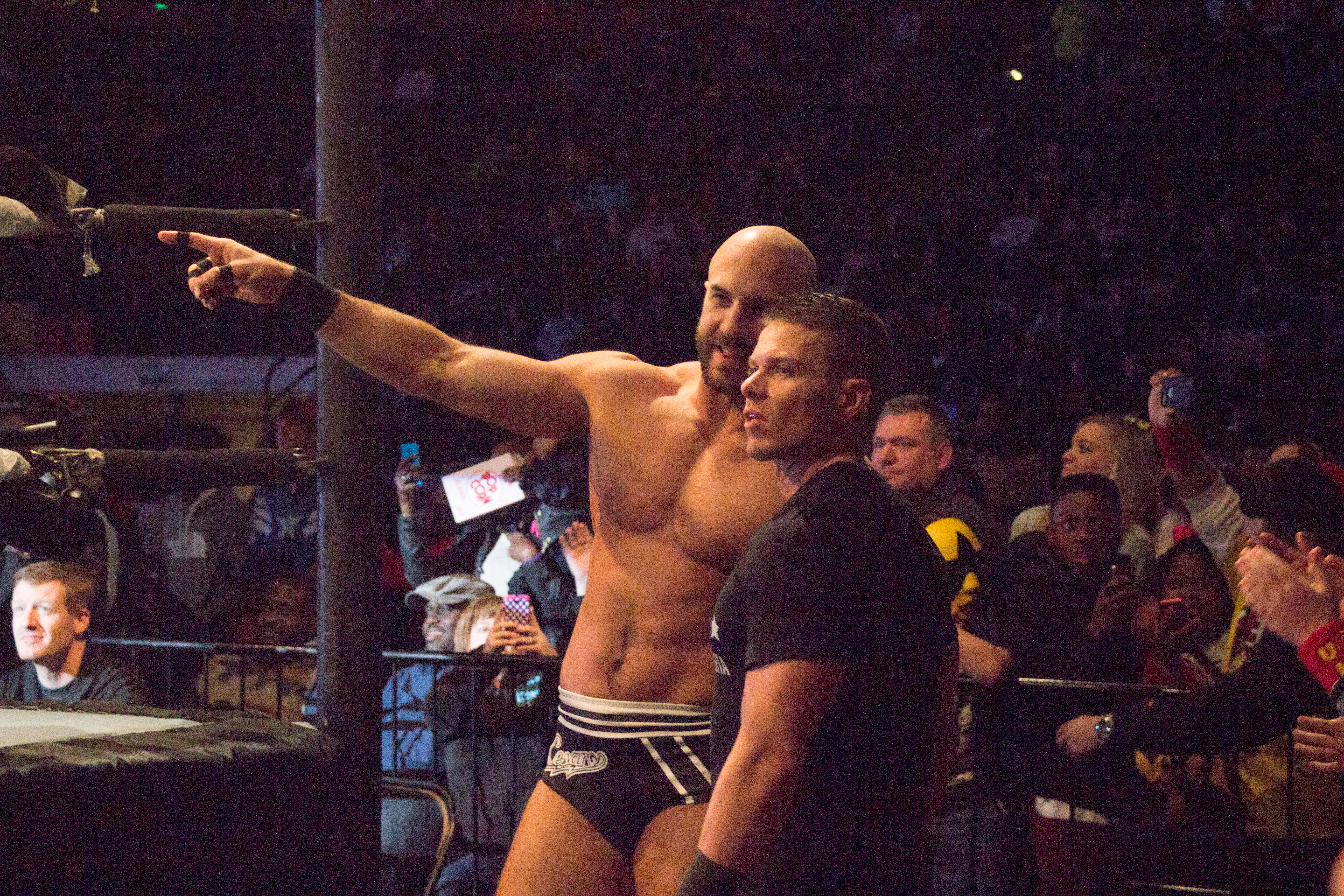
Cesaro (a sinistra) e Tyson Kidd (a destra) nel 2015

Nella puntata del 1º dicembre di Raw compete in un Tag team Turmoil Elimination match per diventare i primi contendenti ai WWE Tag Team Champion insieme a Cesaro, dove riescono ad eliminare il New Day, ma vengono eliminati dagli Usos, facendo comunque una buona prestazione. Durante la puntata di SmackDown della stessa settimana, Kidd, nuovamente in coppia con Cesaro, affronta il New Day, perdendo. Il 12 dicembre a Smackdown, sempre insieme allo svizzero, affronta gli Usos, ma vengono sconfitti dopo un match molto combattuto. Nella puntata del 17 dicembre di Main Event, affrontano e perdono contro i New Day, ma il giorno successivo, a Superstars, sconfiggono con facilità i Los Matadores. Il 23 dicembre a Main Event, sconfiggono ancora i Los Matadores, dominando il match. Successivamente sul sito WWE.Com viene reso noto che il tag team ha preso il nome di The Masters of the WWE Universe. Nella prima puntata del 2015 di Superstars, Kidd perde in singolo contro, Erick Rowan, mentre il giorno dopo a Smackdown, sconfigge, con Cesaro, ancora i Los Matadores. Nella puntata di Raw del 5 gennaio, iniziano un feud con i New Day attaccandoli e interferendo nel match tra Big E e Adam Rose, alleandosi con quest'ultimo. La settimana successiva, perdono a Raw contro i New Day (Kofi Kingston e Xavier Woods). Il giorno dopo a Main event, affrontano insieme ad Adam Rose, i New Day al completo, ma dopo un match molto combattuto vengono sconfitti, da cui vengono sconfitti anche nella puntata di Raw del 19 gennaio. Mentre il giorno dopo, a Main Event Kidd affronta Kofi Kingston, uno dei membri del New Day, perdendo però il match; tuttavia alla fine del match Kidd e Cesaro attaccano i New Day insieme ad Adam Rose. Durante il kick-off del ppv Royal Rumble, The Masters of the WWE Universe affrontano i membri del New Day, Big E e Kofi Kingston, che riescono a sconfiggere, con Kidd che schiena Kingston concludendo il feud. Nella stessa serata, Kidd partecipa alla Royal Rumble entrando con il numero 12, venendo però eliminato da Daniel Bryan.
Nella puntata di Smackdown del 29 gennaio, Kidd sconfigge Jey Uso. Il 3 febbraio, a Main Event, Cesaro e Kidd sconfiggono ancora i The New Day. La settimana dopo, a Raw, sconfiggono gli Usos guadagnando una title shot per i Tag Team Championship. Nella puntata di Raw del 16 febbraio, Kidd, in coppia con la moglie Natalya, affronta Naomi e Jimmy Uso, perdendo però il match. 
Nella stessa settimana, a Smackdown, Kidd ha un match contro Jimmy Uso che però termina in un no contest a causa di un attacco da parte di Rusev ai danni di entrambi.
Il 22 febbraio, al pay-per-view Fastlane, The Masters of WWE Universe sconfiggono The Usos vincendo i Tag Team Championship. La sera dopo, a Raw, affrontano ancora i due samoani perdendo per squalifica, ma mantenendo i titoli. Il 24 febbraio, a Main Event, sconfiggono The Lucha Dragons, Sin Cara e Kalisto. Il 2 marzo a Raw, insieme a Natalya affrontano ancora The Usos e Naomi, perdendo però il match. Nella stessa settimana a Smackdown, affrontano e sconfiggono, i Los Matadores, mentre il lunedì successiva, a Raw perdono contro i New Day in un No Title match. La stessa settimana a Smackdown, insieme ai Los Matadores, battono The Usos e The New Day. Nella puntata seguente di Raw, affrontano ancora The New Day riuscendo a batterli. A Smackdown il 20 marzo Affrontano i Los Matadores ed El Torito, insieme a Natalya, vincendo ancora. A Raw però perdono il Rematch e viene annunciato che a WrestleMania 31, difenderanno i Tag Team Championship in un Fatal-4 Way Match contro The Usos, The New Day e i Los Matadores. A Wrestlemania, dopo un match molto combattuto, mantengono i titoli. Nella puntata di Raw post Wrestlemania, affrontano insieme agli Ascension, i New Day e i Lucha Dragons, perdendo però il match. Nella puntata del 9 aprile di Smackdown, battono ancora The New Day. Nella settimana successiva a Raw, affrontano Randy Orton in un Handicap Match, perdendo però l'incontro, mentre a Smackdown, interrompono John Cena durante la sua Open Challenge e vengono sfidati da Daniel Bryan e Cena in un match. Nel main event di SmackDown affrontano quindi Bryan e Cena, non riuscendo però a vincere.
A Extreme Rules, perdono il WWE Tag Team Championship in favore del New Day, effettuando però un turn face nel corso del match. La stessa settimana a SmackDown provano a riconquistare i titoli di coppia contro il New Day, vincendo solo per squalifica. Il 4 maggio a Raw, sconfiggono gli Ascension. Stessa settimana a Smackdown affrontano con Ryback, The New Day, perdendo per una distrazione di Bray Wyatt. Nella puntata del 14 maggio, Kidd sconfigge Kofi Kingston e viene annunciato nella stessa sera che a Payback affronteranno The New Day per i Tag Team Champions in un 2 of 3 Falls Match. A Payback perdono però l'incontro 2 a 1. La sera dopo a Raw affrontano ancora i New Day, con i titoli in palio, ma il match finisce in un No Contest e il tutto si trasforma in una rissa fra Tag Team, viene dunque annunciato che ad Elimination Chamber parteciperanno an un match a 6 Tag Team, per i titoli di coppia in un Elimination Chamber match. La stessa settimana a Smackdown, perdono un Fatal 4 Way contro Ascension, Los Matadores e Lucha Dragons, vinto proprio da questi ultimi. Nella puntata del 25 maggio di Raw, affrontano The New Day in un Handicap Match, insieme a The Ascension, i Lucha Dragons, i Los Matadores e i Prime Time Players, il match viene vinto dai New Day, per squalifica a causa di una rissa tra Tag Team e ad avere la meglio nella rissa sono proprio Kidd e Cesaro. Il giovedì successivo a Smackdown, combattono in un Tag Team Lumberjack match contro i Lucha Dragons, perdendo però il match. Il 31 maggio a Eliminaton Chamber 2015 perdono il primo Eliminaton Chamber Tag team match della storia, venendo eliminati per penultimi dai Prime Time Players.
La settimana successiva, in un dark match contro Samoa Joe prima della messa in onda di Raw, Tyson Kidd subisce un grave infortunio al collo che lo costringe al ritiro.

## Vita privata
Theodore Wilson è sposato dal 2013 con la collega Natalie Neidhart, meglio conosciuta con il ring-name di Natalya.

## Personaggio

### Mosse finali
- Come TJ Wilson

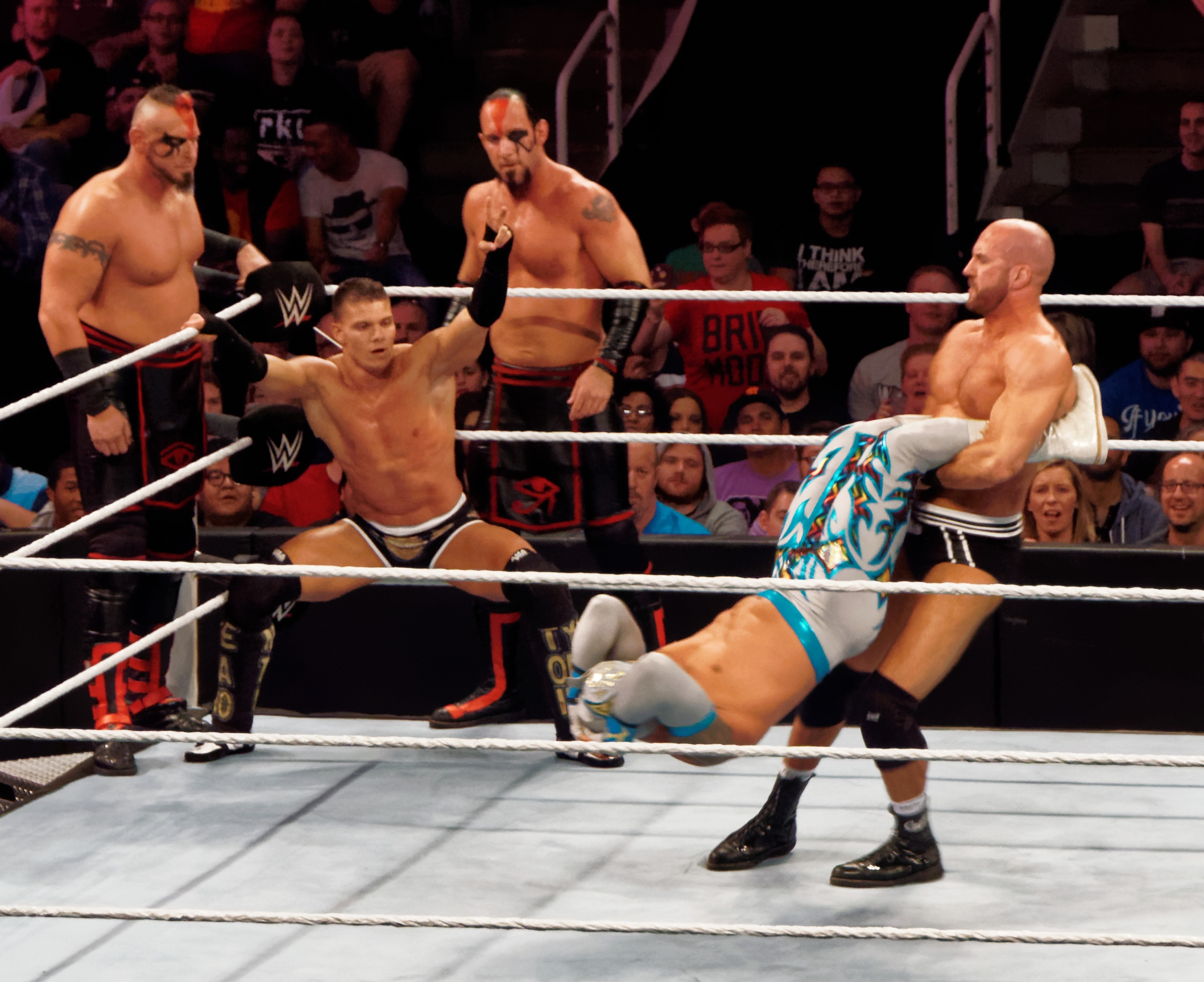
Tyson Kidd e Cesaro mentre si apprestano ad eseguire il Cesaro's Swing e un Dropkick in combinazione

  - Code Blue (Springboard somersault neckbreaker)
  - Rolling Stampede (Diving rolling fireman's carry slam)
  - Sharpshooter[5]
- Come Tyson Kidd
  - Code Blue (Snapmare neckbreaker)[6][7] – 2009–2012
  - Blockbuster (Diving somersault neckbreaker)[8][9] – 2012–2014
  - Dungeon Lock[10] (Cross-legged triangle choke, a volte dando dei calci alla testa dell'avversario)[11][12][13] – 2013
  - Sharpshooter[5][14] – adottata da Bret Hart
  - Springboard elbow drop – 2009–2010
  - Swinging fisherman neckbreaker[15][16][17][18] – 2011–2012; 2014–2015

### Soprannomi
- "The Crown Prince of ECW"
- "The Fact Dropper"

## Titoli e riconoscimenti
- American Wrestling Association

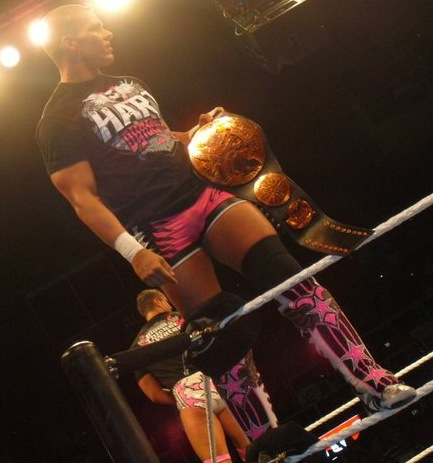
Tyson Kidd con il WWE Tag Team Championship, titolo che ha vinto due volte (con David Hart Smith e Cesaro)

  - AWA Pinnacle Heavyweight Championship (1)
- Florida Championship Wrestling
  - FCW Southern Heavyweight Championship (2)
  - FCW Florida Tag Team Championship (1) – con David Hart Smith
- Great Canadian Wrestling
  - GCW National Championship (1)
- Prairie Wrestling Alliance
  - PWA Championship (2)
  - PWA Tag Team Championship (1) – con David Hart Smith
- Pro Wrestling Illustrated
  - 53º tra i 500 migliori wrestler singoli nella PWI 500 (2015)
- Stampede Wrestling
  - Stampede North American Heavyweight Championship (2)
  - Stampede British Commonwealth Mid-Heavyweight Championship (1)
  - Stampede International Tag Team Championship (2) – con Bruce Hart (1) e con Juggernaut (1)
- WWE
  - WWE Tag Team Championship (2) – con Cesaro (1) e con David Hart Smith (1)
  - World Tag Team Championship (1) – con David Hart Smith
  - Bragging Rights Trophy –  con il Team SmackDown (Chris Jericho, David Hart Smith, Finlay, Kane, Matt Hardy e R-Truth)
- Wrestling Observer Newsletter
  - Most Underrated (2012)